# Estação UAM-I
A Estação UAM-I é uma das estações do Metrô da Cidade do México, situada na Cidade do México, entre a Estação Cerro de la Estrella e a Estação Constitución de 1917. Administrada pelo Sistema de Transporte Colectivo, faz parte da Linha 8.
Foi inaugurada em 20 de julho de 1994. Localiza-se no cruzamento da Avenida Ermita-Iztapalapa com a Avenida San Lorenzo. Atende os bairros Ampliación San Miguel, El Manto e Los Ángeles, situados na demarcação territorial de Iztapalapa. A estação registrou um movimento de 8.796.002 passageiros em 2016.